# 77e cérémonie des Directors Guild of America Awards
La 77e cérémonie des Directors Guild of America Awards (DGA Awards), décernés par la Directors Guild of America, ont eu lieu le 8 février 2025, et ont récompensé les réalisateurs du cinéma et de la télévision pour leur travail de l'année précédente.
Les nominations ont été annoncées le 8 janvier 2025,,.

## Palmarès

### Cinéma

#### Film
- Sean Baker pour Anora
  - Jacques Audiard pour Emilia Pérez
  - Edward Berger pour Conclave
  - Brady Corbet pour The Brutalist
  - James Mangold pour Un parfait inconnu

#### Film documentaire
- Brendan Bellomo et Slava Leontyev pour Porcelain War
  - Julian Brave NoiseCat et Emily Kassie pour Sugarcane : Les Ombres d'un pensionnat
  - Johan Grimonprez pour Bande-son pour un coup d'État
  - Ibrahim Nash'at pour Hollywoodgate
  - Natalie Rae et Angela Patton pour Daughters

#### Prix Michael Apted pour la réalisation exceptionnelle d'un premier long métrage
- RaMell Ross pour Nickel Boys
  - Payal Kapadia pour All We Imagine as Light
  - Megan Park pour My Old Ass
  - Halfdan Ullmann Tøndel pour La Convocation
  - Sean Wang pour Dìdi

### Télévision

#### Série télévisée dramatique
- Frederick E. O. Toye pour Shōgun – Le Ciel pourpre (Crimson Sky)
  - Alex Graves pour La Diplomate – Dreadnought
  - Hiromi Kamata pour Shōgun – Les Femmes du monde des fleurs (Ladies of the Willow World)
  - Issa López pour True Detective – Part 6
  - Jonathan Van Tulleken pour Shōgun – L'Anjin (Anjin)

#### Série télévisée comique
- Lucia Aniello pour Hacks – Bulletproof
  - Ayo Edebiri pour The Bear – Napkins
  - Duccio Fabbri pour The Bear – Doors
  - Jeff Schaffer pour Curb Your Enthusiasm – No Lessons Learned
  - Christopher Storer pour The Bear – Tomorrow

#### Mini-série ou téléfilm
- Steven Zaillian pour Ripley
  - Kevin Bray pour The Penguin - Top Hat
  - Alfonso Cuarón pour Disclaimer
  - Jennifer Getzinger pour The Penguin - A Great or Little Thing
  - Helen Shaver pour The Penguin - Cent'Anni

#### Variety/Talk/News/Sports – Regularly Scheduled Programming
- Liz Patrick pour Saturday Night Live – John Mulaney/Chappell Roan
  - Paul G. Casey pour Real Time With Bill Maher – Jiminy Glick, Andrew Cuomo, Adam Kinzinger
  - Jim Hoskinson pour The Late Show with Stephen Colbert  – Rep. Alexandria Ocasio‑Cortez & Mavis Staples w/ Jeff Tweedy
  - David Paul Meyer pour The Daily Show – Indecision 2024: The Democratic National Convention – Plot Twist!
  - Paul Pennolino pour Last Week Tonight with John Oliver – India Elections

#### Variety/Talk/News/Sports – Specials
- Beth McCarthy-Miller pour The Roast of Tom Brady
  - Hamish Hamilton pour la 96e cérémonie des Oscars (The 96th Annual Academy Awards)
  - David Paul Meyer pour "The Daily Show Presents A Live Election Night Special With Jon Stewart: Indecision 2024: Nothing We Can Do About It Now"
  - Glenn Weiss pour la 77e cérémonie des Tony Awards (77th Annual Tony Awards)
  - Ali Wong pour Ali Wong: Single Lady

#### Télé-réalité
- Neil DeGroot pour Gordon Ramsay: Uncharted – The Cliffs of Ireland
  - Joseph Guidry pour  Deal or No Deal Island – Are You Decisive?
  - Ari Katcher pour Jerrod Carmichael Reality Show – Road Trip
  - Patrick McManus pour American Ninja Warrior – Las Vegas Finals 4
  - Mike Sweeney pour Conan O'Brien Must Go – Ireland

#### Programme pour enfants
- Amber Sealey pour Le Silence de Mélodie
  - Kat Coiro pour The Spiderwick Chronicles - Welcome to Spiderwick
  - Michael Goi pour Avatar: The Last Airbender - Aang
  - Jim Mickle pour Sweet Tooth - This Is a Story
  - Jennifer Phang pour Descendants : L'Ascension de Red

#### Publicité
- Andreas Nilsson - Hennessy - Board Game, Andrex - First Office Poo, Apple - One More, Apple, et Virgin Media - Whizzer
  - Lance Acord - Volkswagen - An American Love Story
  - Kim Gehrig - Sirius XM - A Life in Sound, Nike - Am I A Bad Person, et Apple - Find Your Friends
  - Tim Heidecker et Eric Wareheim - CeraVe - Micheal CeraVe
  - Ivan Zachariáš - Apple - Flock

### Prix spéciaux
- Robert B. Aldrich Service Award : Mary Rae Thewlis [5]
- Frank Capra Achievement Award : Thomas J. Whelan [5]
- Lifetime Achievement Award : Ang Lee [6]